# Paradisgravand
Paradisgravand (Tadorna variegata) er en fugl i familien egentlige andefugle indenfor ordenen andefugle. Den forekommer kun i New Zealand.

## Udseende
Paradisgravanden er en stor (63-71 cm) andefugl med tydeligt forskellige fjerdragter hos han og hun. Hannen har sort hoved med marmoreret mørkt gråbrun krop, mens hunnen har hvidt hoved og kastanjebrun krop. I flugten ses hvidt på dækfjerene, mørke håndsvingfjer, grønglinsende armsvingfjer og orange- eller kastanjebrune tertiærer.

### Lyd
Paradisgravanden er en højlydt fugl. Hannen fremfører et dybt "zonk-zonk..." og hunnen et skingrende "zeek, zeek...".

## Udbredelse og systematik
Paradisgravanden forekommer i New Zealand, på Nordøen, Sydøen og Stewart Island. Den er tilfældigt forekommende i Australien. Fuglen er konstateret i flere europæiske lande, deriblandt Sverige, men det anses for usandsynligt at den er kommet dertil på naturlig måde. Den behandles som monotypisk, det vil sige at den ikke inddeles i underarter.

## Levevis
Paradisgravanden forekommer i en række forskellige typer af vådområder, fra kyster og flodmundinger til søer og damme i indlandet samt vandløb i bjergområder. Den ses i par eller i større flokke, frem for alt når den fælder mellem december og marts. Den er altædende, men anses overvejende at leve af vegetabilsk føde.
Paradisgravand danner par, som ofte varer hele livet, og de forsvarer deres territorium. Ynglesæsonen indledes omkring månedsskiftet juli/august, og ungerne er selvstændige i december. De når kønsmoden alder efter to år, hunner ofte efter tre år. De bygger reder, som er forede med græs og fjer, skjult i højt græs, i hule træer eller under rådnende træstammer. Typisk størrelse på kuldet er 9 æg. Ungerne er flyvedygtige otte uger efter klækning. 

## Status og trusler
Arten har et stort udbredelsesområde og en stor population med stabil udvikling og menes ikke at være udsat for nogen substantiel trussel. På grundlag heraf kategoriserer den internationale naturbeskyttelsesunion IUCN arten som ikke truet (LC).